# Fiorella Infascelli
Fiorella Infascelli (* 29. Oktober 1952 in Rom) ist eine italienische Filmschaffende.

## Leben
Infascelli, Tochter des Produzenten Carlo, studierte Literaturwissenschaften und arbeitete als Fotografin, bevor sie seit 1973 als Assistentin etlicher bedeutender Regisseure wirkte. 1980 drehte sie einen ersten eigenen Film; Ritratto di donna distesa entstand für das italienische Fernsehen. 1987 folgte mit La maschera das Kinodebüt, 1991 der autobiografische und mit Philippe Noiret in der Rolle ihres Vaters besetzte Zuppa di pesce. Für das Fernsehen verantwortete Infascelli etliche mit Interviews ergänzte dokumentarische Beiträge zu Filmschaffenden. 2003 kehrte sie mit Il vestito da sposa, der positiv aufgenommen wurde, kurzzeitig zum Spielfilm zurück. Ihr Pugni chiusi gewann 2011 den „Controcampo Italiano“ als bester Dokumentarfilm beim Filmfestival Venedig.

## Filmografie (Auswahl)
- 1991: Zuppa di pesce
- 2003: Il vestito da sposa